# Deondre Burns
Deondre Burns (Jackson, 16 gennaio 1997) è un cestista statunitense.